# Ale Bagu
L'Ale Bagu, chiamato anche Ummuna, è uno stratovulcano etiope della Dancalia, alto 1031 metri, è il più alto della catena di vulcani dell'Erta Ale ed è anche l'unico che non è nella linea di faglia. Non si conosce la data dell'ultima eruzione, attualmente è spento.